# Colby O’Donis
Colby O’Donis (teljes nevén Colby O’Donis Colón, született 1989. március 14.) amerikai pop és R&B énekes-dalszerző, gitáros, producer és színész. 2008-ban jelentette meg debütáló nagylemezét Colby O néven, melynek első kislemeze a What You Got a Billboard Hot 100 lista 14. helyéig jutott. Szintén 2008-ban közreműködött Lady Gaga Just Dance című debütáló kislemezében, mely világszerte nagy sikert aratott.

## Gyermekkor
O’Donis New York Queens kerületében született Puerto Ricó-i szülőktől. Édesanyja, Olga énekesnő, édesapja Freddy Colón pedig egy new york-i lemezlovas. Nevét egy tűzoltó, Colby O’Donis után kapta, aki életét vesztette miközben édesapja életét mentette. Colby mindössze hároméves volt, amikor megnyerte első tehetségkutató versenyét egy Michael Jackson dallal.

## Zenei karrier
O’Donis nyolcévesen szüleivel Florida állam Altamonte Springs nevű városába költözött, ahol a Full Force nevű csoporttal kezdett együtt dolgozni, amelyhez olyan előadók slágerei köthetőek, mint a Backstreet Boys, a Lisa Lisa and Cult Jam, az ’N Sync, és Britney Spears. Colby hírességhez vezető útja 10 éves korában nyílt meg, amikor ő lett a legfiatalabb előadó, aki valaha szerződést kötött a Motown Records-szal. A cég az 1999-es Stuart Little, kisegér című filmhez készülő filmzenei album Mouse in the House című dalának feléneklésével bízta meg őt. Nem sokkal később gitárleckéket kezdett venni Johan Oiested-től, aki leginkább a Carlos Santanával való munkájáról ismert. Tizenegy évesen állandó szereplője lett a Grandpa's Garage című televíziós sorozatnak. Tizennégy évesen már nyitó előadója volt olyan ismert zenei előadóknak mint a JoJo, az A-Teens, a Hoku, az S Club 7, a Jump5, a B-5, a Backstreet Boys, Brian McKnight, a 98° és az ’N Sync. Nem sokkal a tizenötödik születésnapja után Colby szülei újra a költözés mellett döntöttek, ezúttal Los Angelesbe. A költözést követően Colby tagja lett a Genuine Music Group-nak, amellyel közösen egy olyan album létrehozásán kezdett el dolgozni, mely tartalmazott több számot Colby zenei gyűjteményéből, illetve dalokat, melyeket olyan ismert zenei producerek szereztek mint Damon Sharpe (J.Lo, Ginuwine, Kelly Rowland, Anastacia), Gregg Pagani (Babyface, Musiq Soulchild, 3LW), Brion James, Manuel Seal, Jr. (Mariah Carey, Usher, Mary J. Blige) és a többszörös platinalemezes Justin Timberlake. Colby többször is fellépett Californiában Keyshia Cole, a 112, Montell Jordan, Daddy Yankee, Omarion, Don Omar, Brandy, Akon, Rihanna, Bobby Valentino, Ne-Yo és Lil Wayne koncertje előtti nyitó előadóként. Ez idő alatt rövid epizódszerepet kapott a Nickelodeon csatorna Ned's Declassified School Survival Guide című szituációs komédiájában Nelson Duckworth szerepében.

### Colby O (2008-)
Colby O’Donis 2008. szeptember 16-án jelentette meg az Akon által alapított Kon Live kiadó által Colby O című debütáló albumát. Az album első kislemeze, a What You Got 2008. február 26-án jelent meg, a második kislemez pedig a Don't Turn Back című dalból készült, mely 2008 június 24-én jelent meg. O’Donis szintén 2008-ban közreműködött Lady Gaga első kislemezében, a Just Dance-ben. A dal jelölést kapott az 50. Grammy díjátadó gálán A legjobb dance felvétel kategóriában, ám végül a Daft Punk nyerte el a díjat. A 2009-es Teen Choice Awards-on viszont sikerült győzelmet aratni, szintén A legjobb dance felvétel nevű kategóriában. 2009-ben O’Donis Brooke Hogannel dolgozott együtt: készítettek egy duettet Hey Yo! címmel.

## Díjak és jelölések
| Év   | Díjátadó               | Kategória                                                                        | Eredmény |
| ---- | ---------------------- | -------------------------------------------------------------------------------- | -------- |
| 2009 | Grammy-díj             | A legjobb dance felvétel - Just Dance (Lady Gaga száma O’Donis közreműködésével) | Jelölve  |
| 2009 | American Latino Awards | Kedvenc új előadó                                                                | Elnyerte |